# Pulsatilla kostyczewii
Pulsatilla kostyczewii är en ranunkelväxtart som först beskrevs av Sergei Ivanovitsch Korshinsky, och fick sitt nu gällande namn av Sergei Vasilievich Juzepczuk. Pulsatilla kostyczewii ingår i släktet pulsatillor, och familjen ranunkelväxter. Inga underarter finns listade i Catalogue of Life.